# 山田姉妹 (デュオ)
山田姉妹（やまだしまい）は、ともにソプラノ歌手である双子の姉妹、山田麗と山田華の女声デュオによる音楽グループ。所属事務所は高嶋音楽事務所。所属レコード会社は日本コロムビア。
姉妹は1991年12月24日、神奈川県生まれの双子で、ともに音楽大学を経て声楽家となり、2017年に日本コロムビアからレコード・デビューした。アルバム作品では、もっぱらスタンダード曲となっている歌謡曲などを取り上げている。
2022年11月11日、キングレコード移籍が発表された。

## メンバー
- 山田 華（やまだ はな、1991年12月24日 - ）
  - 二卵性双生児の姉。
  - 神奈川逗子市出身[3][4]。神奈川県立横浜平沼高等学校[5]、東京藝術大学声楽科ソプラノ専攻卒業。二期会オペラ研修所マスタークラス修了[6]。
  - 2011年度ミス鎌倉[7][8]。

2022年3月5日逗子文化プラザホールでのコンサート最中、結婚したことを発表した。
- 山田 麗（やまだ れい、1991年12月24日 - ）

## 略歴
クラリネット奏者の母と、趣味でクラリネットを始めて母の教室に通い知り合った会社員の父との間に、年の近い兄2人に続いて二卵性双生児として7分違いで誕生。音感が良かった姉妹の一番の遊びは歌で、3、4歳ころにはテレビから流れる曲や学校で習った曲、果ては横断歩道から風の音に至るまで何でも歌にして歌っていたという。
母の影響で4歳の時に歌とピアノのレッスンを始め、小学校2年時に「2人で歌手になろう」と決心する。逗子市立池子小学校、逗子市立逗子中学校を経て、高校時代に歌が一番好きだからと音大進学を目指して初めてクラシックの勉強を本格的に開始する。それぞれ別の高校から音楽大学の声楽科へと進学し卒業。ともに二期会オペラ研修所マスタークラスにて学び、修了時に優秀賞を受賞する。
2014年に逗子市と表参道にてリサイタルを開催したのを皮切りに、全国で公演を行う。「デビューするなら2人で一緒に」との思いから、父がドライブの車中で流していたことで子供心に親しみ歌っていた歌謡曲を厳選し、2017年2月に愛着の深い昭和の名曲を集めたアルバム『あなた〜よみがえる青春のメロディー』をリリースし日本コロムビアよりメジャーデビューする。
翌2018年3月にはセカンドアルバム『ふたつでひとつ〜心を繋ぐ、歌を継ぐ』をリリース。同年10月より「逗子市広報大使」を務める。
オペラアリアをソプラノデュオに編曲、歌唱した初のクラシックアルバム『私のお父さん』を2020年3月にリリース。

## 特徴
双子のデュオは一卵性双生児が同質の声で同じように歌うのが一般的なのに対し、二卵性双生児であることによる声質の違いを活かして、下のパートを歌う麗の芯の太い声に華の優しく繊細な声がふわりと乗ってハーモニーが広がっていく。コンサートでは「息づかいだけで相手のしたいことが分かり」、2人の異なる声質がぴたりとはまって1人で歌う時とは違った声質が生まれた瞬間にはほかの人では感じられない「電気がビビビッと流れたような」不思議な感覚になるという。
2人の性格は、しっかり者で器用で何事もパパッと済ませる華に対し、天真らんまんでおっとりと何事にも時間がかかる麗は「華についていけば、目的地につくし、遅刻もしないので大丈夫」と語っている。「餃子ともつ鍋が好きなこと以外共通することがなく」、また「同じ人を好きになったこともない」という。MCが得意な華に対し、イラストや書道が得意な麗はCDブックレットのイラストを手掛ける。

## ディスコグラフィ

### アルバム
- あなた〜よみがえる青春のメロディー（2017年2月22日、日本コロムビア、COCQ-85333）
- ふたつでひとつ〜心を繋ぐ、歌を継ぐ（2018年3月7日、日本コロムビア、COCQ-85416）
- 故郷 日本の愛唱歌 I（2018年9月26日、日本コロムビア、COCQ-85438）
- 私のお父さん（2020年3月20日、SRYS-001）